# Мадуро, Рикардо
Рикардо Родольфо Мадуро Хоэст (исп. Ricardo Rodolfo Maduro Joest; род. 20 апреля 1946, Панама) — президент Гондураса с 27 января 2002 по 27 января 2006 от Национальной партии Гондураса. Бывший председатель правления Банка Гондураса. Выпускник Стэнфордского университета в США, где изучал бизнес.

## Биография
25 ноября 2001 года состоялись всеобщие выборы, в которых Рикардо Мадуро победил своих оппонентов. За него проголосовало 52,2% всех избирателей. Его основной соперник, выдвиженец правящей Либеральной партии Рафаэль Пинеда получил 44,3% голосов.
Рикардо Мадуро поразил сограждан тем, что после инаугурации прибыл в президентский дворец, сидя за рулем собственного автомобиля, хотя и в сопровождении двух телохранителей. На ступеньках дворца он сразу начал давать интервью журналистам, в ходе которого сообщил сенсационную новость, что Гондурас восстанавливает дипломатические отношения с Кубой, которые были прерваны более 30 лет назад.
Став президентом, тут же объявил о масштабной операции, в ходе которой усиленные наряды полиции и военнослужащих взяли под контроль четыре самых криминогенных города страны, включая и столицу — Тегусигальпу. Он также заставил чиновников пользоваться собственными автомобилями вместо служебных.
У Рикардо Мадуро три дочери и сын, который был похищен и убит 23 апреля 1997. Его тело нашли два дня спустя. Эта трагедия стала толчком, подвигшим Мадуро на решение баллотироваться на пост президента Гондураса. Она же сделала его настолько известным и популярным, что его избрали в обход конституции страны, запрещавшей становиться главой государства лицам, не родившимся на её территории.

## Катастрофа 2 мая 2005 года
2 мая 2005 самолет Cessna, в котором находился Рикардо Мадуро и сопровождающие его лица, потерпел крушение. Рикардо Мадуро и сопровождающие его лица не пострадали. Причиной крушения самолета стали технические неполадки. Происшествие случилось, когда Рикардо Мадуро направлялся из Тегусигальпы в курортный город Тела на совещание руководителей регионов страны.
27 ноября 2005 в Гондурасе состоялись очередные президентские выборы, победу на которых одержал кандидат от оппозиционной Либеральной партии Мануэль Селайя. Он и сменил Рикардо Мадуро на посту президента страны 27 января 2006 года.